# 谷崎正盛
谷崎 正盛（たにざき まさもり）は、安土桃山時代から江戸時代前期にかけての武将。紀州藩士、広島藩士。浅野幸長、長晟、光晟の三代に仕えた。

## 生涯
詳しい出自は不明だが、美濃国に生まれる。若狭国小浜で浅野幸長に召し出され、知行を与えられた。
慶長2年（1597年）から始まる慶長の役では浅野幸長に従って朝鮮半島に渡り、蔚山城の戦いで大橋一郎右衛門や林三蔵らと共に奮戦した。また、慶長5年（1600年）の関ヶ原の戦いの前哨戦となる岐阜城の戦いにおいても幸長に従い、岐阜城主・織田秀信の家老である木造長政と戦って武功を挙げる。
その後、慶長18年（1613年）8月25日に浅野幸長が死去すると後を継いだ浅野長晟に仕え、寛永9年（1632年）9月3日に長晟が死去すると後を継いだ浅野光晟に仕えた。
寛永17年（1640年）に広島で死去し、長男の正氏が家督を相続した。正氏は寛永元年（1624年）8月に200石の知行を与えられていたが、正盛の死去に伴って正盛の知行の内の50石を加増され、250石を知行した。
なお、正盛の次男である九郎次郎は長田氏の家督を相続し、四男の正安は別家を興したが、正安の子・忠雅は3000石、忠雅の子・雅範は3700石、雅範の子・平次は1300石を与えられるなど三代続けて高禄を与えられている。

## 系譜
谷崎正盛─┬─正氏──正清──正直──正武──正介─┬─ヨシノ

　　　　　　 　├─長田九郎次郎　　　　　　　　　　　　　 　　 　 　　└─正彦

　　　　　 　　├─男子

　　　　　 　　└─正安──忠雅──雅範──平次……平司………小三郎